# Rybička (nůž)

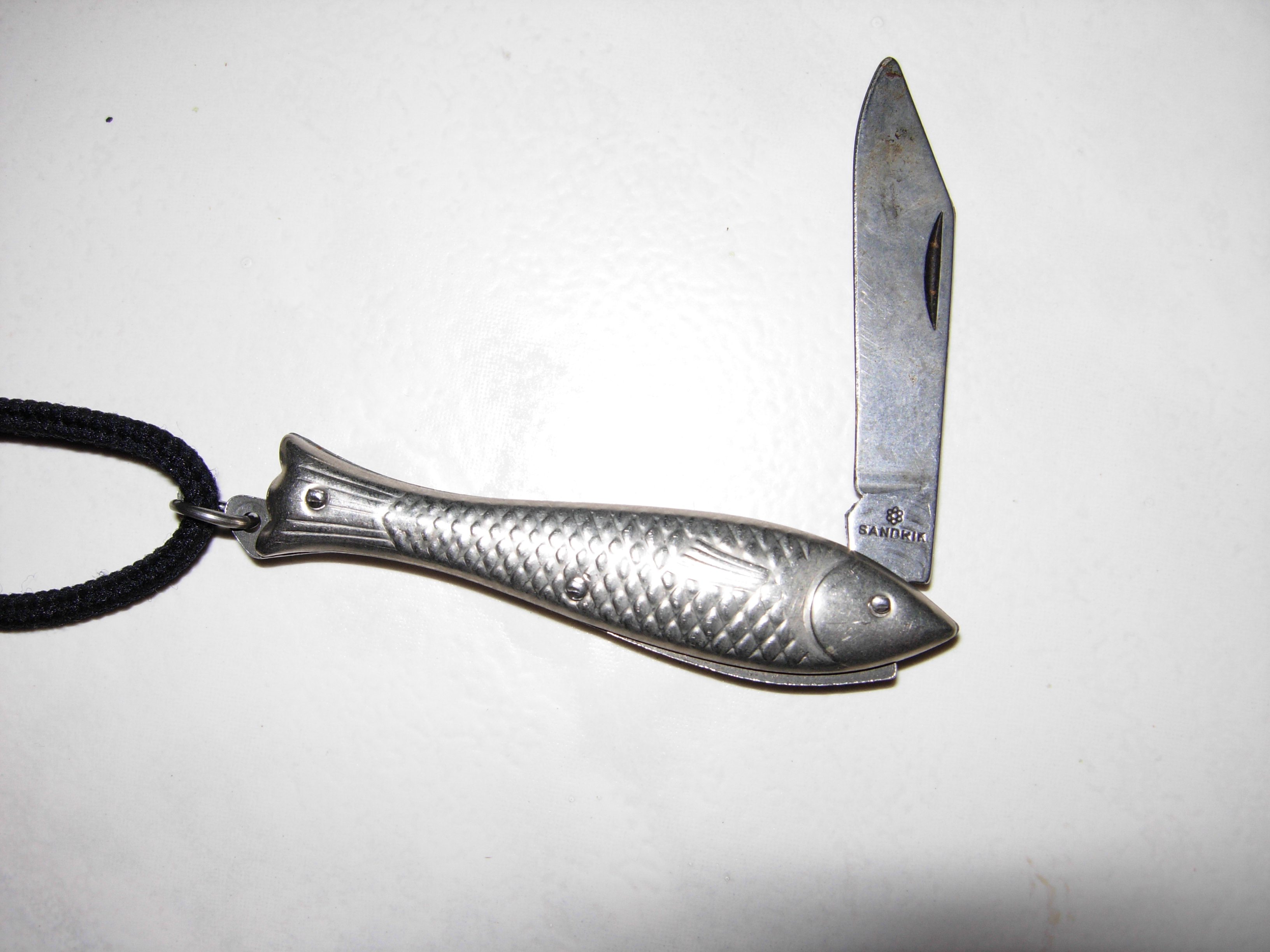
Rybička Sandrik s kruhovou rozetou vyráběná na Slovensku

Rybička je typ kapesního zavíracího nože, určeného také pro děti. 

## Historie
Autor původního návrhu nože ve tvaru rybičky zatím není znám. Prokazatelně se však tento nůž vyrábí již více než sto let v Mikulášovicích.
Nůž rybička v minulosti v Československu vyráběly dvě firmy. Na Slovensku to byla firma Sandrik se sídlem v Hodruši a v Čechách a na Moravě firma Mikov se sídlem v Mikulášovicích, která rybičku vyrábí dodnes. 
Nůž byl původně vyráběn z plechu (uhlíkové oceli), často se rozpadal a rezavěl, ale dnes je čepel vyráběna z nerezové oceli a střenky ze zinkové slitiny. Nůž je neobvyklý právě svým tvarem střenky, připomínajícím zvíře.
Od roku 2007 se vyrábí také exkluzivní varianta se střenkou ze stříbra a čepelí z damaškové oceli a v roce 2012 byla na trh uvedena dokonce zlatá investiční varianta.
V roce 2014 se na trhu objevila napodobenina rybičky. Její výroba měla soudní dohru a její výrobce byl odsouzen k omluvě a náhradě škody.